# Fiji Airways
Fiji Airways, conocida anteriormente como Air Pacific, es una línea aérea internacional de Fiyi y su base está en Nadi. Opera vuelos a Australia, Canadá, China, Japón, Kiribati (Kiritimati), Nueva Zelanda, Estados Unidos, Taiwán, Tonga y Samoa. Principalmente opera desde el Aeropuerto Internacional de Nadi. 

## Historia

### Orígenes
La aerolínea fue fundada por el aviador australiano Harold Gatty, quien en 1931 había sido el navegante en un vuelo récord alrededor del mundo con Wiley Post. Gatty se mudó a Fiyi después de la Segunda Guerra Mundial y registró la aerolínea en 1947 como Katafaga Estates Ltd., en honor a la finca de cocos que Gatty había establecido en el grupo de islas orientales de Fiyi. Gatty rebautizó la aerolínea como Fiji Airways en septiembre de 1951. El neozelandés Fred Ladd fue el primer piloto jefe de Fiji Airways.

### Historial de vuelos
El vuelo inaugural de Fiji Airways fue el 1 de septiembre de 1951, cuando un biplano De Havilland DH.89 Dragon Rapide de siete plazas partió del aeropuerto de Nausori de Suva hacia el aeropuerto Drasa cerca de Lautoka, en la costa oeste de la isla principal. El primer vuelo internacional de la aerolínea se realizó a Brisbane (Australia) fue el 1 de junio de 1973. En 1983, la aerolínea inició vuelos a los EE. UU. con una ruta a Honolulu llamada "Proyecto América". En diciembre de 2009, Air Pacific inició un servicio dos veces por semana a Hong Kong desde Nadi, que se incrementó a tres servicios en enero de 2014. En julio de 2010, Air Pacific anunció un nuevo servicio Suva-Auckland, que se suspendió en 2020.

### Air Pacific
Después de la muerte de Gatty en 1958, Fiji Airways fue adquirida por Qantas. Inicialmente, Qantas intentó crear apoyo internacional para una aerolínea regional compartida y multinacional. En 1966, los accionistas de Fiji Airways incluían a los gobiernos de Tonga, Samoa, Nauru, Kiribati y las Islas Salomón. En 1968, Qantas, Air New Zealand, British Overseas Airways Corporation y el gobierno de Fiyi tenían participaciones accionarias iguales.
Después de que Fiyi se independizara de Gran Bretaña en 1970, el nuevo gobierno nacional comenzó a comprar acciones y la aerolínea pasó a llamarse Air Pacific para reflejar su presencia regional.
A principios de la década de 1970, siete gobiernos de las islas del Pacífico, algunos todavía bajo el dominio británico en ese momento, tenían acciones en Air Pacific, además de las acciones en poder de Qantas, Air New Zealand y British Overseas Airways Corporation. Sin embargo, la idea de la aerolínea regional perdió apoyo ya que algunos de los gobiernos de las islas del Pacífico accionistas vendieron sus acciones y crearon sus propias aerolíneas nacionales.
En la década de 1970, el turismo se convirtió en la industria líder de la nación, lo que hizo que la aerolínea fuera aún más importante para la economía de Fiyi; y el gobierno de Fiyi adquirió una participación mayoritaria en Air Pacific en 1974. En 1981, The New York Times publicó un artículo que incluía detalles sobre el plan del gobierno de Fiyi de comprar más accionistas para obtener más control de Air Pacific como aerolínea nacional. Sin embargo, la aerolínea no recibió subsidios del gobierno y tuvo que comprar sus propios aviones.
En la década de 1990, la aerolínea trasladó su sede de la ciudad capital de Suva a la ciudad costera de Nadi, donde se encuentra el principal aeropuerto internacional. La compañía también construyó allí un elaborado centro de mantenimiento de aeronaves.
En 2007, Air Pacific adquirió Sun Air, una aerolínea nacional, la rebautizó como Pacific Sun y comenzó a operar como subsidiaria nacional y regional de Air Pacific. En mayo de 2012, el director general y consejero delegado Dave Pflieger anunció que la aerolínea, que estaba completando una reestructuración exitosa que incluía la reestructuración y la reorganización de la flota, cambiaría su nombre a "Fiji Airways" para ayudar a mejorar las ventas y el marketing de la aerolínea y de la nación insular del Pacífico Sur. En junio de 2014, Pacific Sun cambió su nombre a Fiji Link.

### Cambio de marca aFiji Airways
En mayo de 2012, la aerolínea anunció que cambiaría su nombre a Fiji Airways, coincidiendo con la entrega del primer avión Airbus A330 en 2013. El nuevo logotipo de Fiji Airways, un "símbolo Masi que personifica a Fiji y realza el nuevo nombre de la aerolínea nacional de Fiyi", fue anunciado por el director general y consejero delegado Dave Pflieger el 17 de agosto de 2012. El diseño fue creado por el artista local fiyiano Masi, Makereta Matemosi. La nueva identidad de marca y el esquema de colores de la aerolínea fueron revelados en su totalidad por el CEO y primer ministro de Fiyien un evento formal de alfombra roja y corbata negra en Suva el 10 de octubre de 2012, en conjunción con el Día de Fiyi.
El cambio de marca a Fiji Airways se llevó a cabo oficialmente el 27 de junio de 2013. El cambio de nombre tenía como objetivo asociar la aerolínea más estrechamente con la nación y ser más visible en los resultados de búsqueda. También durante el cambio de marca de Air Pacific a Fiji Airways, se lanzó una nueva línea de uniformes para su tripulación de cabina, y fue diseñada por la diseñadora francesa con sede en Fiji Alexandra Poenaru-Philp. En China, el nombre Air Pacific a menudo se confundía con la aerolínea de Hong Kong Cathay Pacific, la aerolínea filipina Cebu Pacific y una empresa de aire acondicionado china. Con el cambio de marca vino un cambio de nombre para las clases de reserva de la aerolínea. 

### Historial de la flota
Fiji Airways utilizó aviones pequeños De Havilland DH.89 Dragon Rapide y De Havilland Australia DHA-3 Drover cuando se fundó. La flota creció hasta incluir dos turbohélices ATR 42 y dos jets alquilados, un Boeing 747 y un Boeing 767. A fines de la década de 1990, la flota incluía jets Boeing 737 y Boeing 767, mientras que los turbohélices ATR 42 se usaban en vuelos nacionales. Air Pacific también operó 2 aviones a reacción BAC 1-11 desde 1973 hasta 1984. Estos aviones operaron en toda la red de la aerolínea, incluida Australia.
El golpe de Estado de Fiyi de 2000 devastó la industria turística del país y la economía en general, lo que llevó a una disminución sustancial de los viajes a Fiyi. Ante la caída del tráfico aéreo, Air Pacific devolvió uno de sus dos Boeing 747 alquilados. En 2003, Air Pacific recibió el primero de los dos Boeing 747-400 que estaba alquilando a Singapore Airlines (anteriormente habían estado alquilados a Ansett Australia hasta el colapso de Ansett en 2001).
En abril de 2011, Air Pacific anunció que había cancelado su pedido de ocho Boeing 787-9 debido a retrasos de entrega de casi cuatro años por parte de Boeing. En octubre de 2011, Air Pacific anunció que había pedido tres Airbus A330-200. En marzo de 2013, la compañía recibió su primer Airbus A330 con la marca "Fiji Airways". Fue bautizado como The Island of Taveuni y realizó su primer vuelo a Auckland el 2 de abril. En junio, uno de los Boeing 747-400 fue retirado. El otro, aunque "retirado del servicio", se utilizó de forma ad hoc cuando fue necesario. Fue retirado el 20 de noviembre de 2013 cuando fue trasladado para su desguace. 
El 2 de mayo de 2019, Fiji Airways anunció su intención de arrendar dos Airbus A350-900 de Dubai Aerospace Enterprise como parte de la expansión de su flota. Operan en rutas a Australia, Nueva Zelanda y Estados Unidos. Estos A350 originalmente iban a ser entregados a Hong Kong Airlines, sin embargo, tras la cancelación de ese pedido, fueron comprados por Dubai Aerospace Enterprise.
Como resultado de la pandemia de COVID-19, Fiji Airways anunció la pérdida de 800 puestos de trabajo en Fiji el 25 de mayo de 2020.
En junio de 2024, Oneworld y Fiji Airways anunciaron que Fiji Airways se convertiría en el decimoquinto miembro de pleno derecho de la alianza y que la transición comenzaría de inmediato y se completaría en un plazo de 12 meses. Ese mismo mes, American Airlines anunció que Fiji Airways se uniría a su programa de viajero frecuente, AAdvantage, en algún momento del año siguiente.

## Destinos
| Países          | Destinos      | Aeropuertos                                   | Notas                               |
| --------------- | ------------- | --------------------------------------------- | ----------------------------------- |
| Australia       | Adelaida      | Aeropuerto Internacional de Adelaida          |                                     |
| Australia       | Brisbane      | Aeropuerto de Brisbane                        |                                     |
| Australia       | Canberra      | Aeropuerto Internacional de Camberra          |                                     |
| Australia       | Melbourne     | Aeropuerto Internacional Tullamarine          |                                     |
| Australia       | Sídney        | Aeropuerto Internacional Kingsford Smith      |                                     |
| China           | Hangzhou      | Aeropuerto Internacional de Hangzhou-Xiaoshan | Chárter estacional                  |
| China           | Pekín         | Aeropuerto Internacional de Pekín-Capital     | Chárter estacional                  |
| China           | Shanghái      | Aeropuerto Internacional de Shanghái-Pudong   | Chárter estacional                  |
| Estados Unidos  | Dallas        | Aeropuerto Internacional de Dallas-Fort Worth | Comienza el 10 de diciembre de 2024 |
| Estados Unidos  | Honolulu      | Aeropuerto Internacional Daniel K. Inouye     |                                     |
| Estados Unidos  | Los Ángeles   | Aeropuerto Internacional de Los Ángeles       |                                     |
| Estados Unidos  | San Francisco | Aeropuerto Internacional de San Francisco     |                                     |
| Fiyi            | Nadi          | Aeropuerto Internacional de Nadi              | Hub principal                       |
| Fiyi            | Suva          | Aeropuerto Internacional de Nausori           | Hub secundario                      |
| Hong Kong       | Hong Kong     | Aeropuerto Internacional de Hong Kong         |                                     |
| Islas Salomón   | Honiara       | Aeropuerto Internacional de Honiara           |                                     |
| Japón           | Tokio         | Aeropuerto Internacional de Narita            |                                     |
| Kiribati        | Kiritimati    | Aeropuerto Internacional Cassidy              |                                     |
| Kiribati        | Tarawa        | Aeropuerto Internacional Bonriki              |                                     |
| Nueva Caledonia | Numea         | Aeropuerto Internacional La Tontouta          |                                     |
| Nueva Zelanda   | Auckland      | Aeropuerto Internacional de Auckland          |                                     |
| Nueva Zelanda   | Christchurch  | Aeropuerto Internacional de Christchurch      |                                     |
| Nueva Zelanda   | Wellington    | Aeropuerto Internacional de Wellington        |                                     |
| Samoa           | Apia          | Aeropuerto Internacional Faleolo              |                                     |
| Singapur        | Singapur      | Aeropuerto Internacional de Singapur          |                                     |
| Taiwán          | Taipéi        | Aeropuerto Internacional de Taiwán Taoyuan    | Chárter estacional                  |
| Tonga           | Neiafu        | Aeropuerto Internacional de Vava'u            |                                     |
| Tonga           | Nukualofa     | Aeropuerto Internacional Fua'amotu            |                                     |
| Tuvalu          | Funafuti      | Aeropuerto Internacional de Funafuti          |                                     |
| Vanuatu         | Port Vila     | Aeropuerto Internacional Bauerfield           |                                     |

## Flota

### Flota actual
La flota de la aerolínea está compuesta por las siguientes aeronaves:
| Aeronaves        | En servicio | Pedidos | Pasajeros                                        | Pasajeros                                        | Pasajeros                                        | Matrículas                                       | Antigüedad                                       |
| Aeronaves        | En servicio | Pedidos | C                                                | Y                                                | Total                                            | Matrículas                                       | Antigüedad                                       |
| ---------------- | ----------- | ------- | ------------------------------------------------ | ------------------------------------------------ | ------------------------------------------------ | ------------------------------------------------ | ------------------------------------------------ |
| Airbus A330-200  | 3           | —       | 24                                               | 249                                              | 273                                              | DQ-FJT «Taveuni»                                 | 11,8 años                                        |
| Airbus A330-200  | 3           | —       | 24                                               | 249                                              | 273                                              | DQ-FJU «Namuka-i-Lau»                            | 11,6 años                                        |
| Airbus A330-200  | 3           | —       | 24                                               | 249                                              | 273                                              | DQ-FJV «Yasawa-i-Rara»                           | 11,2 años                                        |
| Airbus A330-300  | 1           | —       | 24                                               | 289                                              | 313                                              | DQ-FJW «Rotuma»                                  | 9 años                                           |
| Airbus A350-900  | 4           | —       | 33                                               | 301                                              | 334                                              | DQ-FAM «Beqa»                                    | 6,2 años                                         |
| Airbus A350-900  | 4           | —       | 33                                               | 301                                              | 334                                              | DQ-FAN «Vatulele»                                | 6 años                                           |
| Airbus A350-900  | 4           | —       | 33                                               | 301                                              | 334                                              | DQ-FAI «Viti Levu»                               | 5,1 años                                         |
| Airbus A350-900  | 4           | —       | 33                                               | 301                                              | 334                                              | DQ-FAJ «Vanua Levu»                              | 5,1 años                                         |
| Boeing 737-800   | 1           | —       | 8                                                | 162                                              | 170                                              | DQ-FJN «Ovalau»                                  | 17,5 años                                        |
| Boeing 737-8 MAX | 5           | —       | 8                                                | 178                                              | 186                                              | DQ-FAB «Kadavu»                                  | 6,1 años                                         |
| Boeing 737-8 MAX | 5           | —       | 8                                                | 178                                              | 186                                              | DQ-FAD «Gau»                                     | 6 años                                           |
| Boeing 737-8 MAX | 5           | —       | 8                                                | 178                                              | 186                                              | DQ-FAE «Koro»                                    | 5,3 años                                         |
| Boeing 737-8 MAX | 5           | —       | 8                                                | 178                                              | 186                                              | DQ-FAF «Islas Mamanuca»                          | 5,2 años                                         |
| Boeing 737-8 MAX | 5           | —       | 8                                                | 178                                              | 186                                              | DQ-FAH «Ovalau»                                  | 4,4 años                                         |
| Total            | 14          | —       | Edad media de la flota (sept. de 2024): 7,7 años | Edad media de la flota (sept. de 2024): 7,7 años | Edad media de la flota (sept. de 2024): 7,7 años | Edad media de la flota (sept. de 2024): 7,7 años | Edad media de la flota (sept. de 2024): 7,7 años |

### Flota histórica
| Aeronaves                            | Total | Introducido | Retirado | Matrículas                                                            |
| ------------------------------------ | ----- | ----------- | -------- | --------------------------------------------------------------------- |
| Airbus A320-200                      | 1     | 2005        | 2005     | LZ-BHC                                                                |
| ATR 42                               | 7     | 1986        | 2007     | DQ-FEJ, VH-AQD, DQ-FEK, DQ-FEP, DQ-FEQ, DQ-PSB y DQ-PSA               |
| ATR 72                               | 1     | 2014        | 2014     | DQ-FJZ                                                                |
| BAC 1-11                             | 3     | 1972        | 1981     | DQ-FCR, DQ-FBQ y DQ-FBV                                               |
| Beechcraft Modelo 99 Airliner        | 1     | 1969        | 1977     | N7699N                                                                |
| Boeing 737-200                       | 1     | 1981        | 1990     | DQ-FDM                                                                |
| Boeing 737-300                       | 1     | 1995        | 1999     | DQ-FJD                                                                |
| Boeing 737-500                       | 1     | 1992        | 1999     | DQ-FJB                                                                |
| Boeing 737-700                       | 1     | 1998        | 2020     | DQ-FJF                                                                |
| Boeing 747-100                       | 1     | 1988        | 1989     | VH-EEI                                                                |
| Boeing 747-200                       | 7     | 1985        | 2003     | VH-EBB, VH-EBJ, VH-EBK, DQ-FJI, VH-EBR (rrg. DQ-FJE), VH-EBS y ZK-NZY |
| Boeing 747-400                       | 2     | 2003        | 2013     | DQ-FJL y DQ-FJK                                                       |
| Boeing 767-200                       | 1     | 1990        | 1994     | DQ-FJA                                                                |
| Boeing 767-300ER                     | 1     | 1994        | 2012     | DQ-FJC                                                                |
| Britten-Norman Islander              | 1     | 1990        | ??       | DQ-PSC                                                                |
| Britten-Norman Trislander            | 4     | 1974        | 1983     | DQ-FCC, DQ-FCE, DQ-FCF y DQ-FCG                                       |
| De Havilland Australia DHA-3 Drover  | 7     | 1954        | 1968     |                                                                       |
| De Havilland DH.89 Dragon Rapide     | 4     | 1951        | 1961     |                                                                       |
| De Havilland DHC-2 Beaver            | 2     | 1954        | 1963     | VQ-FAA                                                                |
| De Havilland Canada DHC-6 Twin Otter | 3     | 1979        | 1993     | DQ-FDD y DQ-FEH                                                       |
| De Havilland DH.114 Heron            | 7     | 1959        | 1986     | VQ-FAY, VQ-FAX, VQ-FAL, VQ-FAC, DQ-FEC, DQ-FAE y VQ-FAF (rrg. DQ-FAF) |
| Douglas DC-3/C-47                    | 4     | 1963        | 1972     | VH-EDC, VQ-FAI, VQ-FBJ y VQ-FAH                                       |
| Embraer EMB 110 Bandeirante          | 4     | 1979        | 1987     | DQ-FCV, DQ-FCW, DQ-FDE y DQ-FDF                                       |
| Embraer EMB 120 Brasilia             | 1     | 1999        | c. 2007  | DQ-MUM                                                                |
| Fokker F27 Friendship                | 1     | 1984        | 1984     | VH-FNU                                                                |
| Grumman G-73 Mallard                 | 1     | 1969        | 1971     |                                                                       |
| Hawker Siddeley HS 748               | 3     | 1967        | 1980     | VQ-FAL (rrg. DQ-FAL), VQ-FBH (rrg. DQ-FBH) y VQ-FBK (rrg. DQ-FBK)     |
| McDonnell Douglas DC-10              | 1     | 1983        | 1985     | N821L                                                                 |